# Кросс, Никки
Никола Гленкросс (англ. Nicola Glencross, род. 21 апреля 1989, Глазго) — шотландская женщина-рестлер, в настоящее время выступающая в WWE на бренде Raw под именем Никки Кросс. Ранее была известна как Никки П.С.Г. (почти супергерой, англ. Nikki A.S.H. (Almost a Superhero)).
Свою карьеру рестлера Гленкросс начала на независимой сцене под именем Никки Шторм, выступая в таких промоушенах как за Insane Championship Wrestling, Pro-Wrestling: EVE, Scottish Wrestling Entertainment, и Shimmer Women Athletes. В 2016 году Гленкросс подписала контракт с WWE, сменив имя на Никки Кросс. В первые годы работы в компании выступала на бренде NXT в рамках группировки Sanity вместе с Киллианом Дейном, Эриком Янгом и Александром Вулфом. Её первым образом была роль психопатичной и неуравновешенной женщины, у которой случались перепады настроения. В середине 2018 года Sanity перевели на SmackDown без неё, оставшись в NXT. Позже, в ноябре, её перевели на тот же бренд, но в Sanity она не вернулась. В 2019 году она была переведена на бренд Raw и сформировала команду с Алексой Блисс, в результате чего они стали первыми женщинами, дважды выигравшими командное чемпионство WWE среди женщин. В июне 2021 года поменяла свой гиммик на супергероиню по имени Никки П.С.Г. (аббревиатура «почти супергерой»). С новым образом она выиграла женский чемоданчик Money in the Bank, который она следующую ночь реализовала, выиграв чемпионство WWE Raw среди женщин, и стала рекордной трехкратной Командной чемпионкой WWE среди женщин, на этот раз с Реей Рипли. Вместе они образовали команду Super Brutality («Супер жестокие»). 10 января Никки П.С.Г. предает Рею Рипли тем самым разваливает команду.

## Ранняя жизнь
Родилась и выросла в Глазго, Шотландия, окончила Университет Глазго со степенью бакалавра искусств в области истории. Также она является квалифицированным фитнес-инструктором и персональным тренером.

## Карьера в рестлинге

### Независимая сцена (2008—2015)

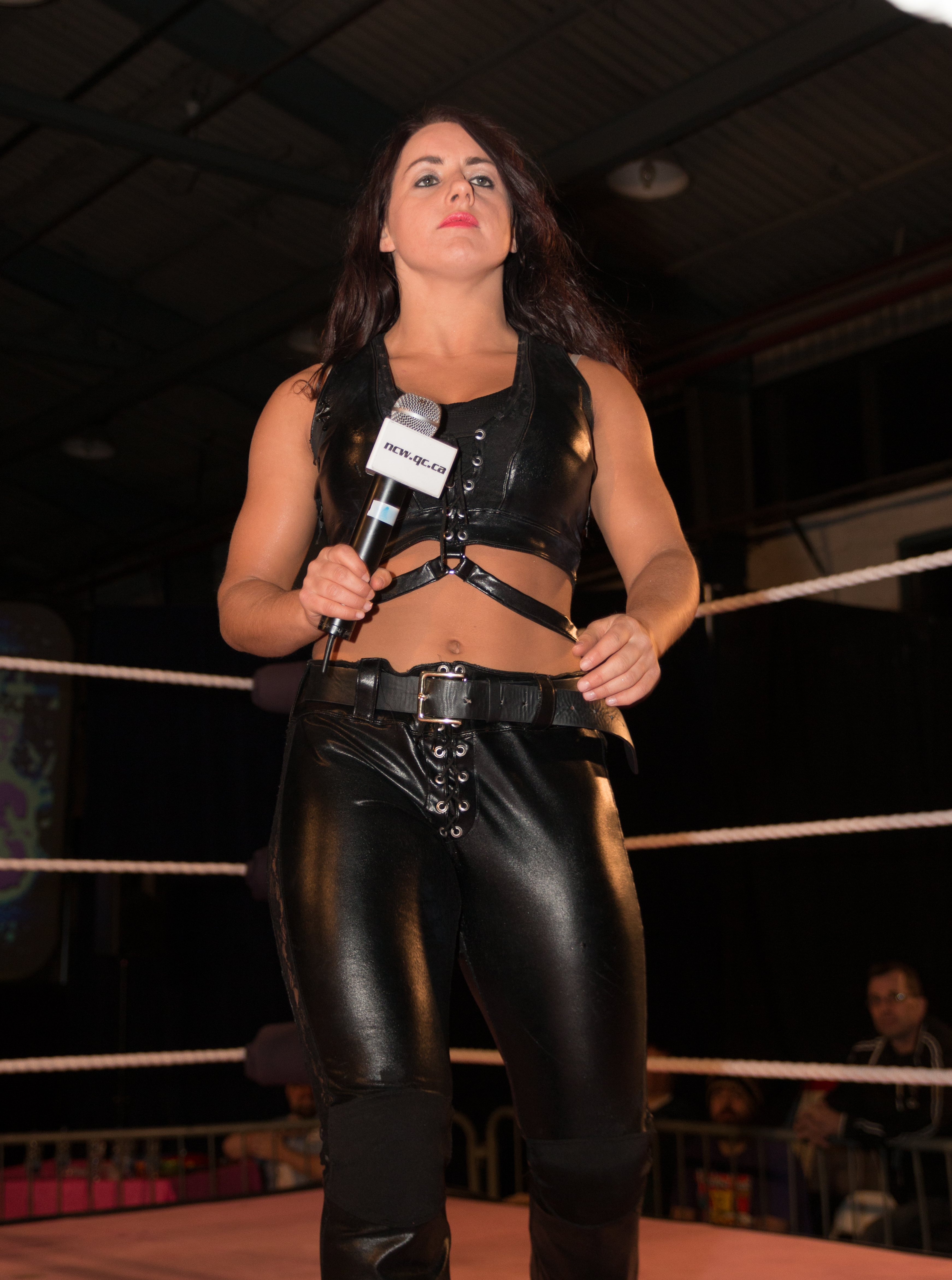
Никки Шторм на матче пре-шоу NCW Femme Fatales в Апреле 2014

В сентябре 2008 года Гленкросс начала тренироваться в Scottish Wrestling Alliance, где дебютировала в промоушене, выступая под рингнемом Никки Шторм. В феврале 2010 года она начала работать на британской независимой сцене и стала опорой для таких рекламных акций, как её дебют в Insane Championship Wrestling (ICW), и Pro-Wrestling: EVE, где она трижды проводила чемпионат Pro-Wrestling: EVE Championship. В 2013 году Шторм начала гастролировать в Японии с JWP Joshi Puroresu, и сделала несколько выступлений для World Wonder Ring Stardom до середины лета 2015 года. В октябре 2013 года Шторм начала выступать за американские все женские промоушены Shimmer Women Athletes, Shine Wrestling и Women Superstars без цензуры. Она также выступала за Global Force Wrestling (GFW), Absolute Intense Wrestling (AIW), World Wide Wrestling League (W3L), Queens of Combat и World Xtreme Wrestling..

### Total Nonstop Action Wrestling (2014)
Гленкросс выступала в британском тренировочном лагере Total Nonstop Action Wrestling (TNA)'S British Boot Camp 2, который начал выходить в эфир в октябре 2014 года, в котором она потерпела неудачу.

### WWE

#### NXT и Sanity (2016—2018)
Гленкросс проходила трайаут с WWE в Лондоне осенью 2015 года, а в апреле 2016 года она была одной из десяти подписантов, которые начали обучение в Подготовительном Центре WWE в Орландо, штат Флорида. 22 апреля дебютировала, во время хаус-шоу на NXT . во время видео в прямом эфире Facebook в августе она была представлена как Никки Кросс. Впервые появилась на телевидении и дебютировала на ринге 17 августа в эпизоде NXT под рингнемом «Никки Гленкросс», где она выступала в командном матче из шести женщин вместе с Кармеллой и Лив Морган, победив Дарью Беренато, Мэнди Роуз, и Алекса Блисс тоже.

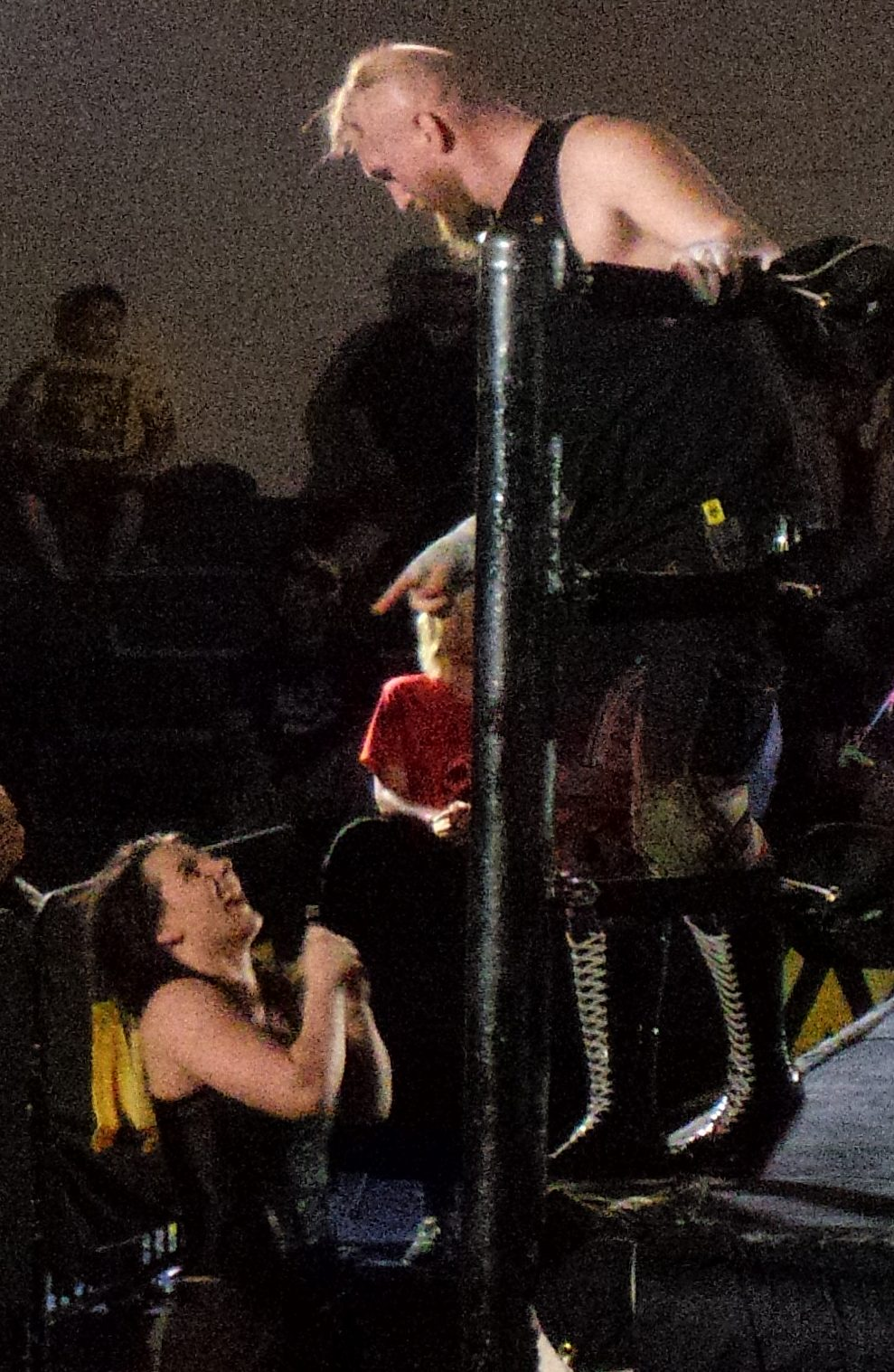
Кросс с группировкой Sanity на хаус-шоу NXT 2017

На эпизоде NXT 12 октября Кросс вернулся в составе дебютирующей группировки хиллов, Sanity, вместе с Александром Вулфом, Эриком Янгом и Сойером Фултоном (который позже был заменён Киллианом Дейном). Она и Янг сопровождали Фултона и Вулфа за их победную попытку против Бобби Руда и Тая Диллинджера в первом раунде классического командного турнира Dusty Rhodes Tag Team. Неделю спустя Кросс одержала свою первую телевизионную победу в одиночном матче над Даниэль Камелой, однако решение было отменено, когда Кросс продолжила атаковать Камелу после матча.
На эпизоде NXT 11 января 2017 года Кросс пришла на помощь чемпионке NXT среди женщин Аске, на которую напали Пейтон Ройс и Билли Кей, прежде чем хиллтернуться на Аске и напасть на неё тоже. В результате Кросс, Ройс и Кей были помещены в четырёхсторонний матч на ППВ NXT TakeOver: San Antonio event 28 января, который Кросс не смогла выиграть. В мае Кросс участвовала в Баттл-ролле за претендентство номер один женского титула чемпионство NXT Аски, где она, Руби Райот и Эмбер Мун были атакованы Аской за то, что они были последними оставшимися конкурентами в матче и в результате, все четверо из них были помещены в четырёхсторонний матч чемпионата в NXT TakeOver: Chicago, который позже был заменен на трехсторонний матч после того, как Эмбер Мун получил травму. На этом шоу Кросс не удалось взять титул. В матче-реванше, который был оспорен в трёхстороннем отборочном матче ещё раз против обеих женщин, Райот была выбита первой до того, как матч закончился без результата, поскольку Кросс и Аска дрались за кулисами. Это привело к первому в истории WWE женскому матчу последней стоящей на ногах (Last woman standing match) между двумя женщинами за женское чемпионство NXT на эпизоде NXT 28 июня, в котором Кросс снова потерпела поражение. 19 августа в NXT TakeOver: Brooklyn III Кросс сопровождала и помогала Sanity выиграть командное чемпионство NXT от Авторов Боли. В октябре Кросс заработала себе место в фатальном четырёхстороннем матче за вакантное женское чемпионство NXT на NXT TakeOver: WarGames 18 ноября, которая в конечном итоге выиграла Эмбер Мун.

#### Одиночные выступления (2018—2019)
В начале 2018 года Кросс начала небольшую победную серию, победив Лэйси Эванс и Ванессу Борн. Во время встряски суперзвезды 2018 года её коллеги-партнёры по группировке Sanity Эрик Янг, Александр Вулф и Киллиан Дейн были драфтованы на SmackDown, оставив Кросс на NXT, чтобы снова работать в качестве одиночного исполнителя. В течение всего лета Кросс начал вражду с Шейной Баслер за женское чемпионство NXT, который привёл к матчу между ними в NXT TakeOver: Chicago, в котором Кросс снова потерпела неудачу и была побеждена болевым. После короткого перерыва, Кросс вернулась в августе, и она была помещена в сюжетную линию нападения Алистера Блэка, где она была обнаружена как свидетель, поскольку она была на крыше здания в то время, когда он был атакован. В сентябре Кросс также начал короткую вражду с Бьянкой Белэр, которая привела к матчу между ними, который закончился двойным отсчётом. Месяц спустя, на эпизоде NXT 17 октября, матч-реванш закончился без результата, после того как Алистер Блэк вернулся и прервал его, чтобы спросить Кросса, кто на него напал. Джонни Гаргано в конечном итоге был раскрыт как напавший, и её участие в сюжетной линии спровоцировало матч между Кроссом и женой Гаргано Кэндис ЛиРей, которую она смогла победить в одиночном матче на NXT TakeOver: WarGames. На эпизоде NXT 9 января 2019 года Кросс выступала в своем последним матче, где она проиграла Бьянке Белэр, официально положив конец вражде между ними двумя.
6 ноября 2018 года в эпизоде SmackDown из Манчестера, Англия, Кросс неожиданно дебютировала в основном ростере, ответив на открытый вызов от чемпионки WWE Women SmackDown Бекки Линч, которая победила её в матче без титула. На эпизоде Raw 17 декабря 2018 года Кросс был объявлена одним из шести рестлеров NXT, которые должны были быть переведены в основной ростер. В эпизоде Raw 14 января 2019 года Кросс дебютировала в Raw, объединившись с Бейли и Натальей в победном матче против команды The Riott Squad (Лив Морган, Руби Риотт и Сара Логан).
На Royal Rumble 2019 Кросс впервые вошла в Королевскую Битву под номером 8, продержалась девять минут, прежде чем быть устраненной IIconics (Билли Кей и Пейтон Ройс). На эпизоде Raw 4 февраля Кросс и Алисия Фокс были побеждены командой The Boss 'n' Hug Connection (Бейли и Саша Бэнкс) в матче, чтобы определить последних участников Raw в командном матче Elimination Chamber, чтобы определить первых Командных чемпионов WWE среди женщин на ППВ Elimination Chamber. 8 апреля (эфир 24 апреля) приняла участие WWE Worlds Collide, в матче тройной угрозой за женское чемпионство NXT UK, выигранного действующей чемпионом Тони Шторм.

#### Основной ростер и союз с Алексой Блисс (2018—2020)
После того, как она не была упомянута во время встряски суперзвезд WWE 2019 года, 8 мая Кросс была переведена на необработанный бренд Main Event на записях (транслировавшейся 11 мая). После нескольких недель, не появлявшихся на Raw, Кросс вернулся 13 мая в закулисную сцену с Алексой Блисс; это ознаменовало изменение в её характере, который казался более спокойным и собранным, чем во время её пребывания в NXT. В этом сегменте Кросс, казалось бы, грустно и утверждая, что никто даже не заметил, что она присоединилась к Raw, казалось, связался с Блисс, чье кольцо было потеряно, и согласилась заменить её в предстоящем матче; Позже той же ночью Кросс выиграла её матч, фатальном четырёх-стороннем матче против Даны Брук, Наоми и Натальи. Это был её первый матч на Raw с февраля. Позже она неудачно приняла участие в лестничном матче за контракт Money in the Bank на ППВ Money in the Bank 2019, заменив Блисс, которая получила травму. После этого события Кросс, стала «лучшим другом» Блисс, начал выступать в качестве её менеджера и партнёра по команде, начиная с эпизода Raw 19 мая, во время которого она, Блисс и Бекки Линч победили Лэйси Эванс и IIconics.
На эпизоде Raw 17 июня Кросс и Блисс столкнулись с IIconics в матче за женское командное Чемпионство WWE (первая возможность Кросс взять титул в основном росторе), но потерпели неудачу из-за отвлечения внимания Бейли, который также была в вражде с Блисс за женское чемпионство SmackDown; Кросс, очень расстроена потерей, на Stomping Grounds Блисс просит Кросс быть в её углу, где Блисс бросит вызов Бейли за титул. Блисс потерпела неудачу на этом шоу; во время матча Кросс, все ещё расстроенный из-за Бейли, попытался напасть на неё, что она впоследствии считала причиной потери Блисс. Спустя два дня она появилась на SmackDown, прося ещё один титульный шанс для Блисс; затем она победила Бейли в матче без титула, заработав Блисс ещё один матч за титул на ППВ Extreme Rules (2019). Кросс сделала матч на Extreme Rules (2019) гандикапом за титул Бейли, где она объединилась с Блисс но проиграли. На выпуске Raw от 5 августа Блисс и Кросс выиграли командное чемпионство среди женщин WWE, отметим то это первое чемпионство Кросс в WWE. Блисс и Кросс защищали свои титулы против IIconics на SummerSlam, Воинам Кабуки на следующем Raw и Менди Роуз и Сони Девилль на Clash of Champions. Она и Блисс проиграли титулы на ППВ Hell in Cell Воинам Кабуки, после того как Аска использовала зелёную слизь на Кросс, закончив свой рейн в 62 дня.
Хотя Кросс и Блисс были задрафтованы отдельно, а не как команда во время драфта WWE 2019 года, они оставались на Raw, но затем команда была переведена на бренд SmackDown]. Кросс оказал непосредственное влияние на бренд, выиграв матч, чтобы заработать тайтл-шот за женское чемпионство SmackDown. На эпизоде SmackDown 1 ноября Кросс безуспешно бросила вызов Бейли за женское чемпионство SmackDown из-за вмешательства Саши Бэнкс. Неделю спустя, в эпизоде SmackDown от 8 ноября, Кросс проиграла Бэнкс по болевому. Позже Кросс объявили, что она будет участвовать в команде SmackDown на Survivor Series вместе с Бэнксом, Кармеллой, Лейси Эванс и Даной Брук. На Survivor Series Кросс стала первой женщиной, которая была устранена, а женская команда SmackDown будет продолжать проигрывать этот матч. На SmsckDown после Survivor Series Блисс вернется и спасет Кросс от атак команды Огнь и Желание (Менди Роуз и Соня Девилль) после того, как Кросс победила Роуз.
26 января 2020 года на шоу Royal Rumble Кросс приняла участие в женском Royal Rumble матче выйдя под номером 4, но была выбита Блисс и Бьянкой Белэйр. На Реслмании 36 в Подготовительном центре, Кросс и Алекса Блисс победили команду Воинов Кабуки (Аска и Кайри Сейн) и стали первыми двукратными женскими командными чемпионками. На эпизоде SmackDown от 5 июня они потеряли титулы. 26 июня на эпизоде SmackDown Кросс выиграла фатальный четырёхсторонний матч, выиграв тайтл-шот за матч [[Чемпионат WWE SmackDown среди женщин|Чемпионство WWE SmackDown среди женщин]] против Бейли на шоу The Horror Show at Extreme Rules. На этом шоу Кросс проиграла матч. На эпизоде SmackDown от 24 июля Кросс потребовала матча-реванш за Чемпионство WWE SmackDown среди женщин, но Бейли заявила, что Кросс должен победить достойного противника в лице Блисс, организовав матч между Блисс и Кроссом, где победитель встретится с Бейли за титул на следующей неделе на SmackDown; Кросс победила Блисс, заработать матч-реванш. На эпизоде SmackDown от 31 июля Кросс толкнула Блисс на пол после поражения в матче за Чемпионство WWE SmackDown среди женщин против Бейли, и Блисс подверглась нападению «Изверга» Брэя Уайатта. Затем Блисс присоединилась к Извергу, и Кросс попытался сохранить с ней дружбу, но Блисс отказалась и напала на Кросс. В октябре в рамках проекта Драфт 2020 года Кросс была переведена на бренд Raw.

#### Почти СуперГерой (П.С.Г.) (2021-н.в)

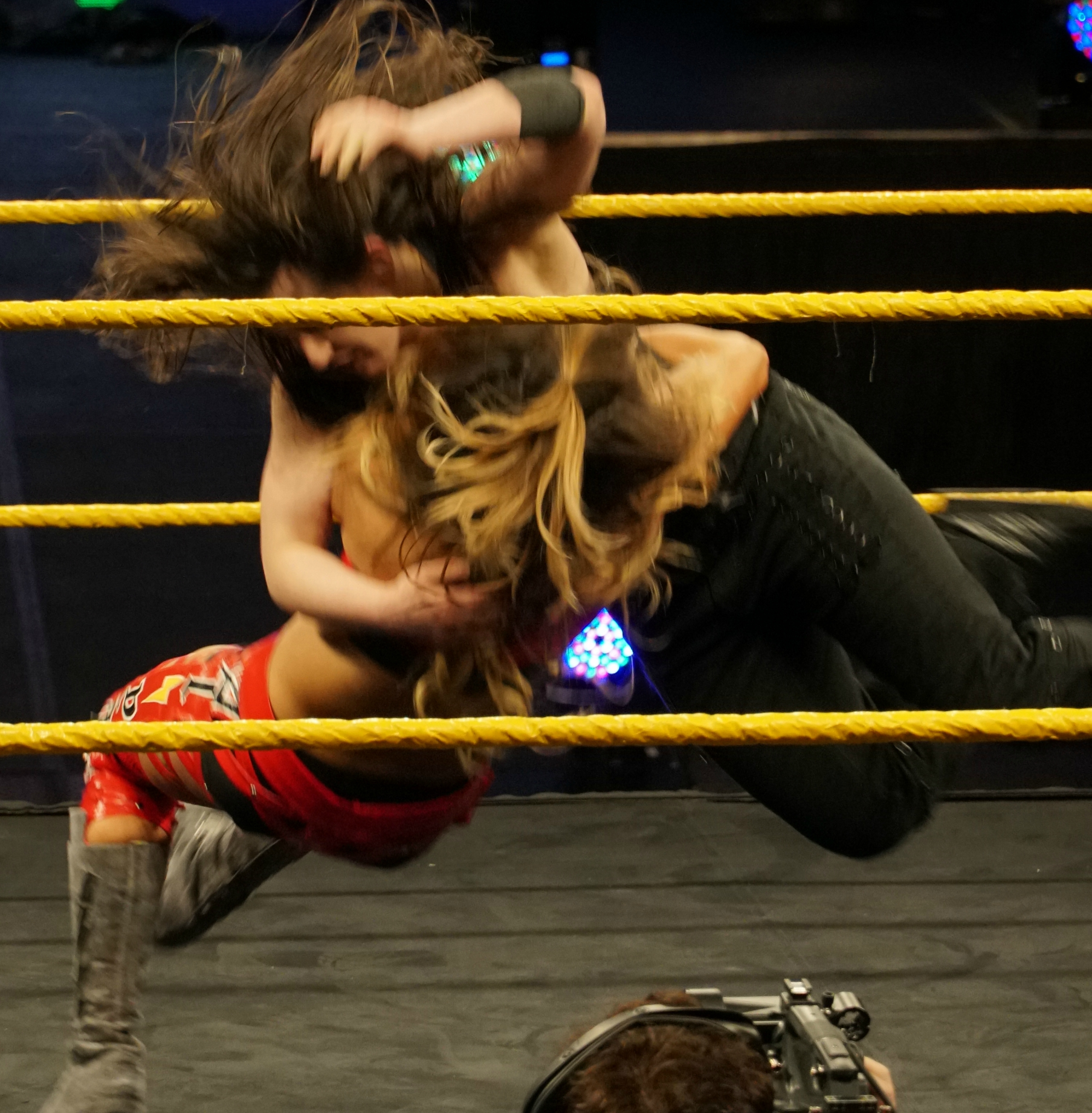
Никки Кросс исполняет running crossbody

31 января 2021 года на шоу «Королевская битва» Кросс вошла в матч под номером 20, но была выброшена Кармеллой. В эпизоде Raw от 21 июня Кросс дебютировала в новом образе супергероя под названием Никки П.С.Г. (почти супергерой). На шоу Money in the Bank 18 июля Никки победила Алексу Блисс, Аску, Лив Морган, Наоми, Наталью, Тамину и Зелину Вегу в женском матче Money in the Bank, получив контракт на женский титул по своему выбору.
На следующий вечер на Raw она использовала свой контракт Money in the Bank и победила Шарлотту Флэр, выиграв женский титул WWE Raw впервые в своей карьере. На Саммерсламе в матче тройной угрозой она проиграла титул Флеру, в котором также участвовала Рея Рипли, закончить свой рейн в 33 дня. Затем Никки объединилась с Реей Рипли в команду, победив Наю Джакс и Шейну Басзлер. Затем Никки и Рея победили Тамину и Наталью, став претендентками № 1 за Командное чемпионство WWE среди женщин. На выпуске Raw от 20 сентября 2021 года они выиграли Командное чемпионство WWE среди женщин. Официальное название команды — Super Brutality. На эпизоде Raw 3 января в матче-реванше Никки и Рея Рипли не смогли вернуть себе командные чемпионства WWE среди женщин от Кармеллы и Зелины Веги. На следующей неделе на Raw Никки хиллтернулась атаковав Рею Рипли.

## Личная жизнь
17 января 2019 года Гленкросс вышла замуж за своего давнего бойфренда и бывшего члена группировки SAnitY Дэмиана Макла, более известного как Киллиан Дейн.

## Другие медиа

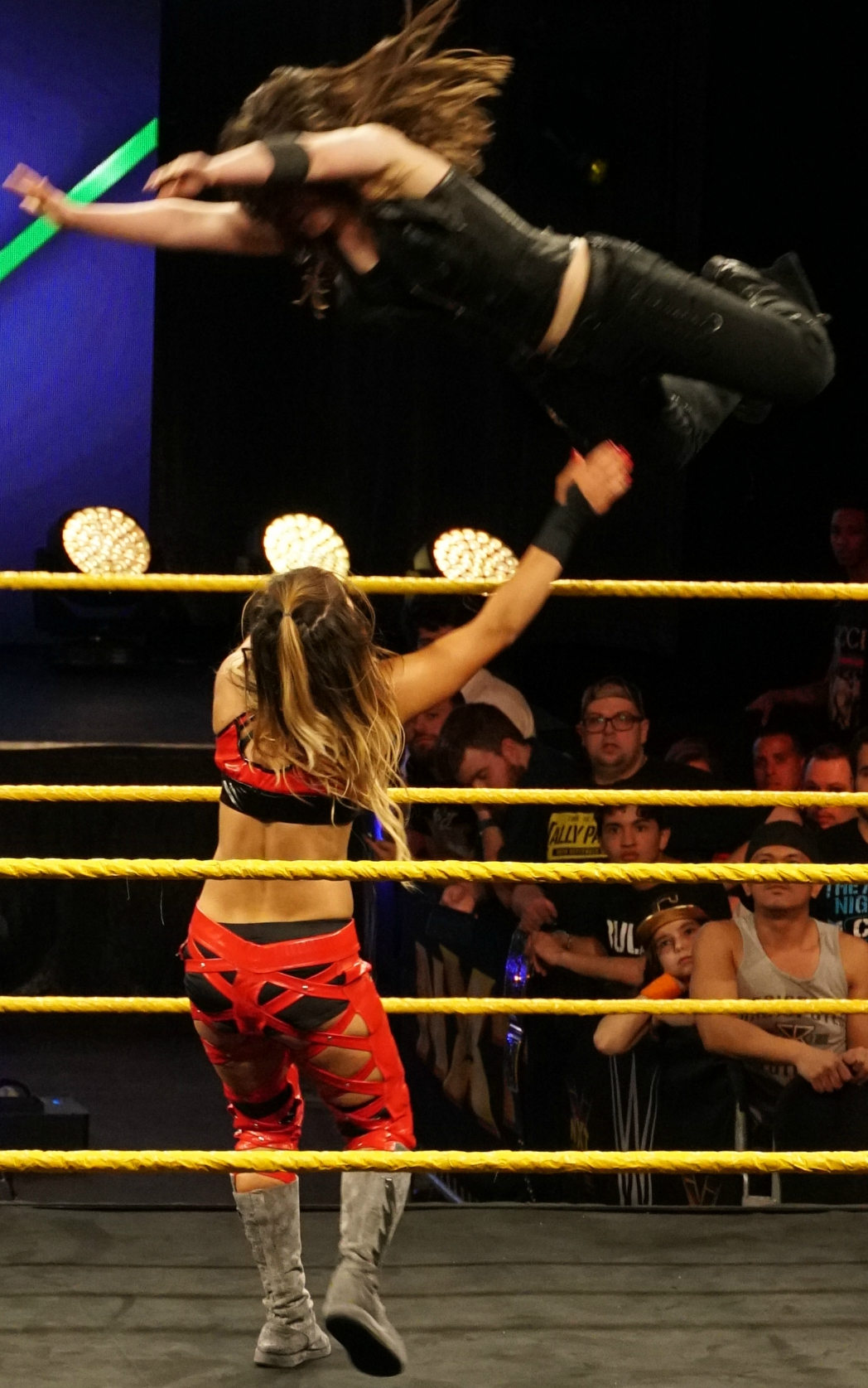
Никки Кросс исполняет diving crossbody на Алии

Кросс дебютировала в видеоигре в качестве игрового персонажа в WWE 2K18. Она не появилась в WWE 2K19, но вернулась в серию в WWE 2K20.

## Титулы и достижения
- Pro-Wrestling: EVE
  - Pro-Wrestling: EVE Championship (3 раза)[7]
- Pro Wrestling Illustrated
  - PWI ставит её под № 18 из 100 женских рестлеров в 2019 году[76]
- World Wide Wrestling League
  - Женская чемпионка W3L (1 раз)[8]
- WWE
  - Женская командная чемпионка WWE (3 раза) — с Алексой Блисс (2 раза) и с Реей Рипли (1 раз)[77]
  - Чемпион WWE Raw среди женщин (1 раз)[78]
  - Победительница Money in the Bank (2021)[79]
  - Чемпион 24/7 WWE (1 раз, последний)[80]

## Заметки
1. ↑  В связи с полученной травмой, Аска была вынуждена отказаться от титула женского чемпионства NXT и в скором времени дебютирует на Raw[24][25]